# 圧接端子

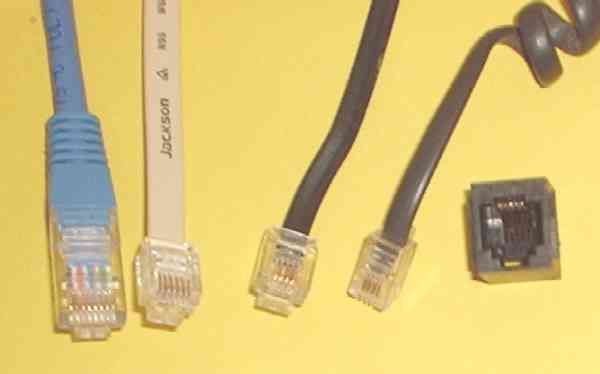
圧接端子の例

圧接端子（あっせつたんし,英: Insulation-Displacement Connector）とは電線端末に取り付ける接続端子のひとつで、電線の絶縁体に刃状の端子に物理的圧力をかけ食い込ませて固着させる。圧接工具によって電線と強固に固定されるものが多い。電線の端末処理が不要のため、作業時間の短縮が可能である。また作業者のスキルに左右されにくい。
また、このような接続方式のことを圧接接続（Insulation-Displacement Connecttion）という。

## 用途
一本ずつ端子を取り付けるのが困難な細線が何本もある場合に多用される。
- LANケーブル端子
- 電話線モジュラー端子
- フラットケーブル
  - パラレルATAケーブル
- 自動車の車内配線